# Кудинове
Кудинове — ботанічна пам'ятка природи місцевого значення. Об'єкт розташований на території Знам'янського району Кіровоградської області, поблизу с. Іванківці.
Площа — 13 га, статус отриманий у 1995 році.